# Wełykoćk
Wełykoćk (ukr. Великоцьк) – wieś na Ukrainie, w obwodzie ługańskim, w rejonie starobielskim, w hromadzie Miłowe. W 2001 liczyła 1492 mieszkańców, spośród których 1323 wskazało jako ojczysty język ukraiński, 146 rosyjski, 1 białoruski, 1 ormiański, 2 grecki, a 19 inny.